# Aistulf

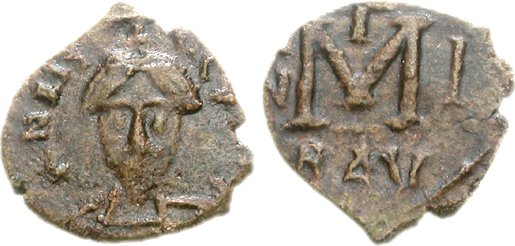
Ein Follis, eine Münze für den Kleinhandel, die 1,43 g schwer ist und im Durchmesser 15 mm misst. Solche Münzen aus der Zeit Aistulfs sind äußerst selten. Diese Münze ist in Ravenna zwischen 751 und 755 geprägt worden. Sie trägt auf dem Avers die Inschrift „D/ ∂N AIS[T-V]LF[ЧS RX]“, bzw. „[D] N IST VLF[VS REX]“ – „Dominus noster Aistulfus rex“ (‚Unser Herr, König Aistulf‘), womit die Münze König Aistulf zugeordnet werden kann. Die gekrönte, bärtige Königsbüste hält eine mit einem Kreuz versehene Weltkugel, die Krone trägt ein Kreuz. Auf dem Revers steht „[A]/N/N/[O] I“, darunter, „RAV“ für Ravenna. Der Follis befindet sich in einer Privatsammlung.

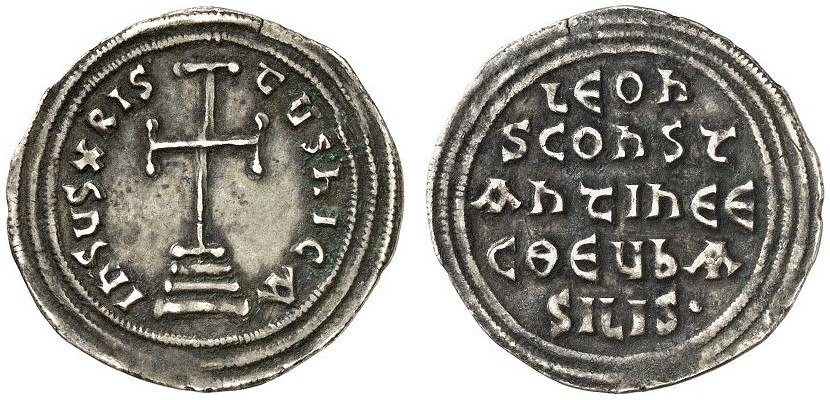
Unter Kaiser Leo III. wurde das Miliaresion eingeführt, eine Silbermünze ohne figurale Darstellung. Die rein textliche Gestaltung wird von einigen Numismatikern ikonoklastisch interpretiert. Avers: „IhSVS XRIS-TVS nICA“ (‚Jesus Christus Sieg‘ bzw. ‚Jesus Christus wird siegen'); Revers: „LEOn / S COnST/AnTInE E/C ΘEV bA/SILIS“ (‚Leo und Konstantin, Kaiser aus Gott [ek Theou]‘ bzw. ‚Die Gott gewollten Kaiser‘).

Italien nach 751

Aistulf (auch Ahistulf, Aistulfus, Haistulfus, ital. Astolfo; † Dezember 756) war König der Langobarden von 749 bis zu seinem Tod. In seine Herrschaftszeit fällt die Schaffung der Voraussetzungen für den weltlichen Staat der Päpste, den Kirchenstaat, sowie die enge Verbindung zwischen dem Papsttum und dem Frankenreich. Sein Versuch, die Reste byzantinischer Herrschaft in Oberitalien zu beseitigen und Italien unter den Langobarden zu vereinigen, scheiterte an Papst Stephan II. und dem neuen fränkischen König Pippin.
Nachdem sein älterer Bruder Ratchis im Jahr 744 die Königsherrschaft an sich gerissen hatte, folgte ihm Aistulf als Herzog von Friaul. Gegen den mit Byzanz verhandlungsbereiten älteren Bruder führte Aistulf einen Aufstand an, der zu dessen Sturz und zur Thronerhebung Aistulfs führte. Binnen kaum eines Jahres gelang ihm 750/751 die Inbesitznahme Ravennas, der bedeutendsten byzantinischen Stadt im Norden der Halbinsel. Als er auch gegen Rom vorging, das gleichfalls Byzanz unterstand, zog Papst Stephan über die Alpen und bewegte Pippin zum Eingreifen in Italien. In zwei Feldzügen besiegten die Franken die Langobarden, die zwischenzeitlich Rom belagert hatten, und Pippin erzwang die Herausgabe der ehemals byzantinischen Gebiete. Diese wurden dem Papst und seinen Nachfolgern zum Geschenk gemacht (Pippinische Schenkung), wohl vorrangig, um den Päpsten die Mittel an die Hand zu geben, sich gegen weitere langobardische Angriffe zu verteidigen. Aistulf, den seine Verbündeten in Ravenna weiterhin unterstützten, und der versuchte die inneren Konflikte im Frankenreich und in Rom zu seinen Gunsten zu nutzen, fiel Ende 756 einem Jagdunfall zum Opfer, als der Kampf zwischen ihm und Stephan noch nicht entschieden war.

## Leben

### Herkunft, Verhaftung des Patriarchen von Aquileia und Sturz (um 731), Wiedereinsetzung
Aistulf war einer der drei Söhne des Herzogs (Dux) Pemmo von Friaul und seiner Frau Ratperga. An dessen Geschichte und der seiner Vorfahren erweist Paulus Diaconus, der Verfasser der wichtigsten Quelle für die Geschichte der Langobardenzeit, die Historia Langobardorum, das äußerst gespannte Verhältnis der Herzöge des Friaul zum Königtum. Er selbst erlebte zwar die Kämpfe unter Aistulf, doch beendet er sein Werk mit dem Jahr 744, dem Todesjahr König Liutprands.
Die Historia Langobardorum aus dem späten 8. Jahrhundert berichtet über die Vorgänge im Friaul recht ausführlich. Zwar erwähnt Paulus Diaconus nur knapp, dass dem zu Tode gekommenen Ferdulf ein Corvolus im Amt des dortigen Herzogs gefolgt sei, und dass dieser nur kurze Zeit geblieben sei, weil er, nachdem er den König beleidigt hätte, geblendet und entehrt habe leben müssen (VI, 25). Dessen Vater wiederum, jener Ferdulf „de partibus Liguriae“, der also aus Ligurien stammte, trage die Schuld daran, dass der Adel des Friaul im Kampf gegen benachbarte Slawen ums Leben gekommen sei.
Diese Kette von Rebellionen setzt der Verfasser fort. Er wird allerdings mit Blick auf die Eltern Aistulfs, jenen Pemmo und seine Frau, den Sohn eines Billo aus Belluno, ausführlicher. Auch jener Billo sei „propter seditionem“, ‚wegen Widerstands‘, ins Friaul gezogen, wo er seine Ruhe fand. Ratperga, seine Frau, die von sich meinte, sie sei von „facie rusticam“ – und ihr Mann solle sich wegen dieser bäuerlichen Erscheinung von ihr trennen –, schenkte ihm drei Söhne, nämlich Ratchis, Ratchait und Aistulf (VI, 26). Der jüngste und der älteste Sohn sollten später Könige werden.
Als Pemmo den Patriarchen von Aquileia, den eigensinnigen Calixtus um 731 gefangen nahm, fiel er in Ungnade bei König Liutprand. Dieser setzte Aistulfs älteren Bruder Ratchis daraufhin als Dux ein. Paulus Diaconus erklärt, Aistulf habe den Gefangenen ins Meer stürzen wollen, doch habe Gott eingegriffen, und so habe der Herzog den Patriarchen nur das Brot der Bitternis essen lassen („eum retentum pane tribulationis sustentavit“).
Pemmo wollte mit seinen Leuten zu den Slawen fliehen, doch sein ältester Sohn erreichte, dass der Vater vor das königliche Gericht geladen wurde. Der König begnadigte Pemmo nebst seinen rebellischen Söhnen Ratchait und Aistulf nur Ratchis zuliebe. Doch die Unterstützer Pemmos ließ er gefangensetzen. Ratchis konnte gerade noch verhindern, dass sein wütender Bruder Aistulf sein Schwert gegen den König zückte. Nur der ansonsten unbekannte Herfemar blieb von den Unterstützern straffrei, nachdem er, tapfer kämpfend, sich in die Kirche des hl. Michael geflüchtet hatte. Alle anderen aber mussten eine lange Haft über sich ergehen lassen (VI, 51).

### Im Heer König Liutprands (bis 744), Eingreifen in den Herzogtümern Spoleto und Benevent
Die Vormacht des Königs über die Herzöge war damit zwar im Friaul gesichert, doch galt dies nicht für das Herzogtum Spoleto. Dort ging Liutprand gegen den aufständischen Dux Transamund II. vor, der zeitweise vom Papst unterstützt wurde. Als Liutprand 742 gegen das Herzogtum Spoleto und vor Ravenna ziehen wollte, bereiteten ihm Truppen aus Byzanz und Spoleto beim Marsch von Fano nach Fossombrone im Wald zwischen den beiden Orten große Schwierigkeiten. Sie griffen die Nachhut unter Ratchis und seinem Bruder Aistulf an, die die Friulaner im Heer des Königs anführten. Ein kühner Spoletiner namens Berto griff dabei Ratchis direkt an, doch stieß dieser den Angreifer vom Pferd. Ratchis verhinderte daraufhin die Tötung durch seine Leute und der Mann durfte auf allen Vieren kriechend im Wald verschwinden, wie Paulus Diaconus berichtet. Aistulf wurde gleich von zwei Spoletinern auf einer Brücke attackiert, doch warf er die beiden ins Wasser, wobei er den zweiten Angreifer tötete (VI, 56).
König Liutprand eilte weiter nach Benevent (VI, 57) und kehrte, nachdem er den gestürzten Herzog Gisulf wiedereingesetzt hatte, in seine Hauptstadt Pavia zurück. Mit dem Ende König Liutprands im Jahr 744 endet zugleich auch die für die frühmittelalterliche Geschichtsschreibung relativ detailreiche Schilderung des Paulus Diaconus.

### Aufstieg der Brüder: Ratchis wird Langobardenkönig, AistulfDuxdes Friaul (744), dann König (749/750)

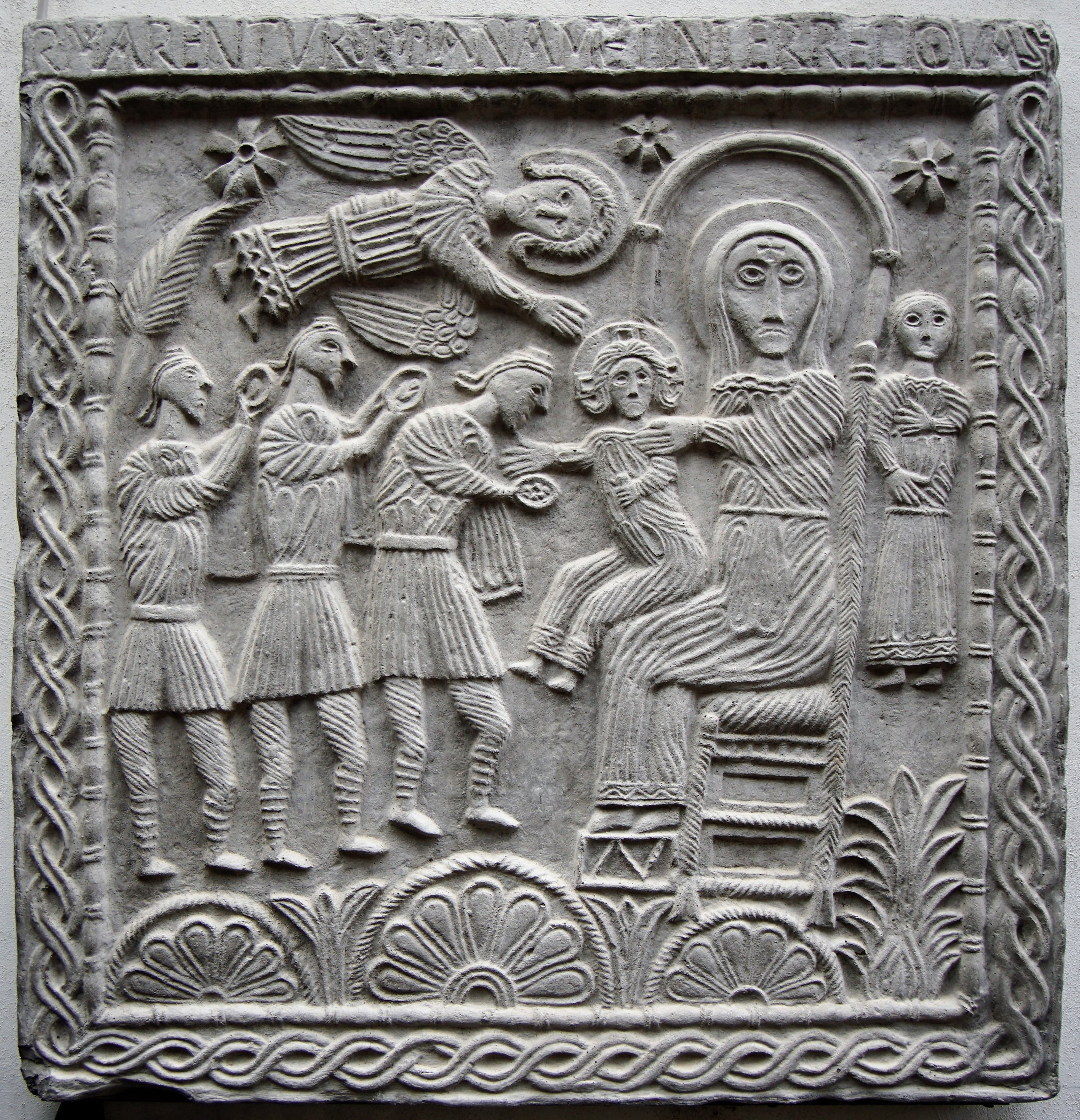
Anbetung der Könige, Maria, Jesuskind, Detail des Ratchis-Altars

744 wurde Hildeprand der Nachfolger Liutprands. Doch dieser wurde nach nur achtmonatiger Herrschaft abgesetzt und stattdessen Ratchis zum König gewählt. Aistulf wurde Dux des Friaul.
Im Juli 749 revoltierten Aistulf und einige andere langobardischen Adlige gegen seinen Bruder Ratchis, wohl wegen seiner Annäherungspolitik an Byzanz. Auch ließ er sich von Papst Zacharias zum Abbruch des Feldzuges gegen die Byzantiner bewegen. Innerhalb kurzer Zeit schufen die Aufständischen Tatsachen. Am 3. Juli erfolgte die Akklamation Aistulfs in Mailand, genauer in der Basilica di S. Ambrogio.
Offenbar war es Aistulf noch nicht gelungen, die Hauptstadt Pavia zu gewinnen. Erst am 1. März 750 konnte er dort eine Versammlung aller iudices einberufen, womit wohl einfach alle Würdenträger gemeint waren. Offenbar hielt der Widerstand seines Bruders Ratchis noch immer an, denn Aistulf verfügte vorsorglich, dass alle Schenkungen, die nach seiner Erhebung zum König („postquam Ahistulf factus est rex“) von diesem verfügt werden sollten, ungültig seien, es sei denn, sie würden von Aistulf selbst bestätigt. Ratchis dankte schließlich ab und musste mitsamt seiner Familie ins Kloster gehen, er selbst wählte das Kloster Montecassino.

### Königsherrschaft des Aistulf (749–757)

#### Thronbesteigung (Juni 750), Erhebung des Schwagers zum Herzog von Friaul
Aistulf bestieg im Juni 750 den Thron. Er ernannte Anselm, mit dessen Schwester Gisaltruda er verheiratet war, zu seinem Nachfolger als Dux (749–751). Aistulf schenkte seinem Schwager Anselm Land, auf dem dieser 750 das Kloster Fanano errichten ließ. Wenig später gründete er auch das Kloster Nonantola, wo er durch Papst Stephan II. auch Abt wurde.

#### Vorbereitungen für den Krieg gegen Byzanz, Ausweitung der Kriegspflicht auf Händler und Nichtlangobarden, Heerfolgeregeln
Weitere gesetzliche Bestimmungen Aistulfs folgten der oben genannten über die Schenkungen. Die beiden folgenden Bestimmungen zielten darauf ab, die Kriegsfähigkeit der Armee zu gewährleisten, indem die Mängel der Bewaffnung beseitigt wurden, aber auch die Verteilung der daraus resultierenden Kriegslasten. In unmittelbare Beziehung mit dem Umfang und der Art des Vermögens wurden nämlich die Kriterien gesetzt, die die Arten der Bewaffnung regelten. Wer demnach kein Vermögen hatte, musste mindestens einen Schild und einen Köcher aufbieten; wer nur über geringes Vermögen verfügte, bei dem genügte ein Köcher mit Pfeilen und ein Bogen. Wer über Landbesitz verfügte, der sollte deutlich mehr beitragen. Wer mindestens 40 iugera Land besaß, aber keine masseria (Gutshof), der sollte ein Pferd, einen Schild und eine Lanze stellen; wer mindestens sieben Höfe besaß, ebenfalls ein Pferd, dazu eine vollständige Bewaffnung und eine Rüstung; wer mehr als sieben Höfe besaß, stellte eine Anzahl von Pferden, eine vollständige Bewaffnung und eine Rüstung, die im Verhältnis zur Menge der Höfe ermessen wurde.
Die Gehorsamspflicht bei Mobilisierungsbefehlen wurde erstmals auch auf diejenigen ausgedehnt, die negotiantes waren, also Händler. Die reichsten unter ihnen, die „maiores et potentes“, sollten mit Rüstung, Pferd und Lanze ausgestattet sein; die mit mittlerem Einkommen mit Pferd, Schild und Lanze; alle anderen, die minores also, mit Köcher, Pfeilen und Bogen.
Die Aufwertung von unbeweglichen und beweglichen Gütern als Zuteilungskriterium für derartige Verpflichtungen war nur auf der Grundlage einer recht genauen Vorstellung von einzelnen Lebensrealitäten möglich. Sie beförderte die seit Alboin zunehmende Gliederung der Gesellschaft in Klassen von mehr oder weniger Besitzenden. Neu war dabei die Integration der Händler in den Militärapparat. Hinzu kam, zumindest als Möglichkeit angelegt, die Integration der nicht-langobardischen Bevölkerungsteile. Damit wurden neue Voraussetzungen geschaffen, um den neuerlichen Kampf gegen Byzanz aufzunehmen.
Verweigerten sich Amtsträger ihren Verpflichtungen, so war die Strafe die Entlassung aus dem Amt und eine Geldbuße, die der sozialen Stellung des Täters entsprach. Bei Händlern war die Strafe die decalvatio. Dabei wurden die Haupthaare abrasiert und der Täter musste umhergehen und rufen: ‚Das geschieht mit denen, die gegen den Willen des Königs mit einem Untertan des Reiches Geschäfte machen, wenn wir mit ihm im Streit liegen‘.
Darüber hinaus betrachtete Aistulf die romanische Bevölkerung als „traditum nobis a Domino“, wie es im Prolog des Gesetzes heißt. Damit beanspruchte er mit der gleichen Begründung wie die Kaiser, diese Herrschaft über die Nichtlangobarden des Reiches sei ihm von Gott überantwortet worden.

#### Inbesitznahme Ravennas (750/751), Einziehung des Herzogtums Spoleto, Besetzung Korsikas (?)

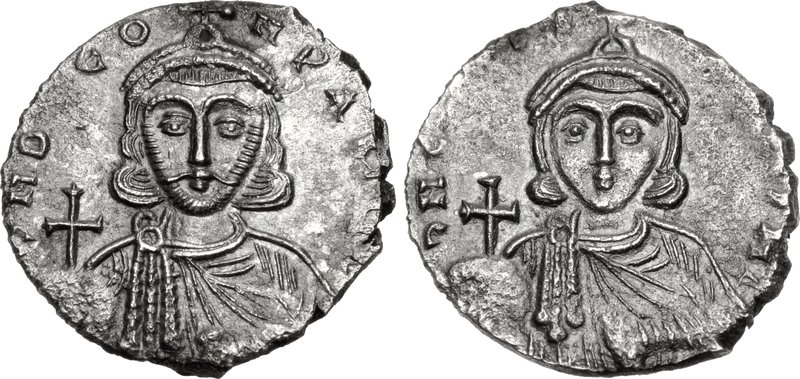
Silbermünze mit Darstellungen der Kaiser Leo III. und Konstantin V.

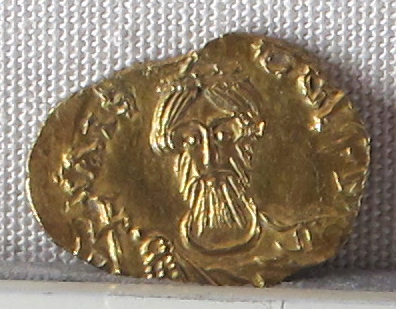
Langobardische Goldmünze aus der Prägestätte Ravenna, geprägt unter Aistulf

Aistulf verfolgte im Gegensatz zu seinem Bruder eine Politik der Expansion gegenüber den Byzantinern in Italien. Sein Ziel war deren vollständige Zurückdrängung.
Aistulf brach unmittelbar nach der Versammlung vom März 750 auf, zunächst um die Gebiete östlich von Imola bis zur Adria und von der unteren Etsch bis zum Esino zu erobern. Der Feldzug wurde mit der Einnahme von Ravenna gekrönt, wo sich der letzte Exarch, Eutychius, unterwarf. Folgt man der römischen Darstellung, so wurde die Stadt erobert, doch wird auch erwogen, ob der Exarch die Stadt nicht ohne Kampf an Aistulf übergeben haben könnte. Demnach hätte es sich nicht um eine militärische Eroberung gehandelt.
Folgt man den Angaben des Chronicon Salernitanum aus dem 10. Jahrhundert, so gelang auch die Eroberung von Comacchio, Ferrara und sogar von Istrien. Allerdings war Istrien später (wieder) byzantinisch, was dennoch eine zumindest kurzzeitige Besetzung der Halbinsel nahelegt. Aus einem Brief des Patriarchen Johannes von Grado, von 768 oder 770/772, wird deutlich, dass spätestens zu diesem Zeitpunkt Istrien von den Langobarden besetzt war.
Wahrscheinlich wurde danach sogar Korsika besetzt, eine Eroberung, die allerdings auch Liutprand zugeschrieben worden ist. Nachweisen lässt sich langobardischer Besitz auf der Insel erst für die Zeit Aistulfs.
Als Dux Lupus von Spoleto starb, vergab Aistulf das Dukat nicht wieder, sondern ließ es als Krongut verwalten.
In Ravenna konnte Aistulf stolz ein Privileg vom 4. Juli 751 zugunsten des Klosters S. Maria di Farfa auf das Palatium datieren. Damit konnte er auch die ehemaligen Gebiete des Exarchats beanspruchen, wozu auch Rom gehörte.

#### Eigenständige Münzgestaltung und -prägung

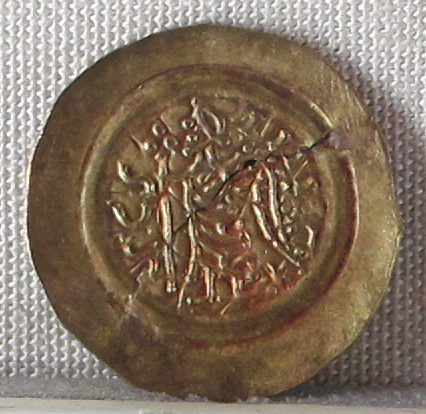
Solidus aus Pavia

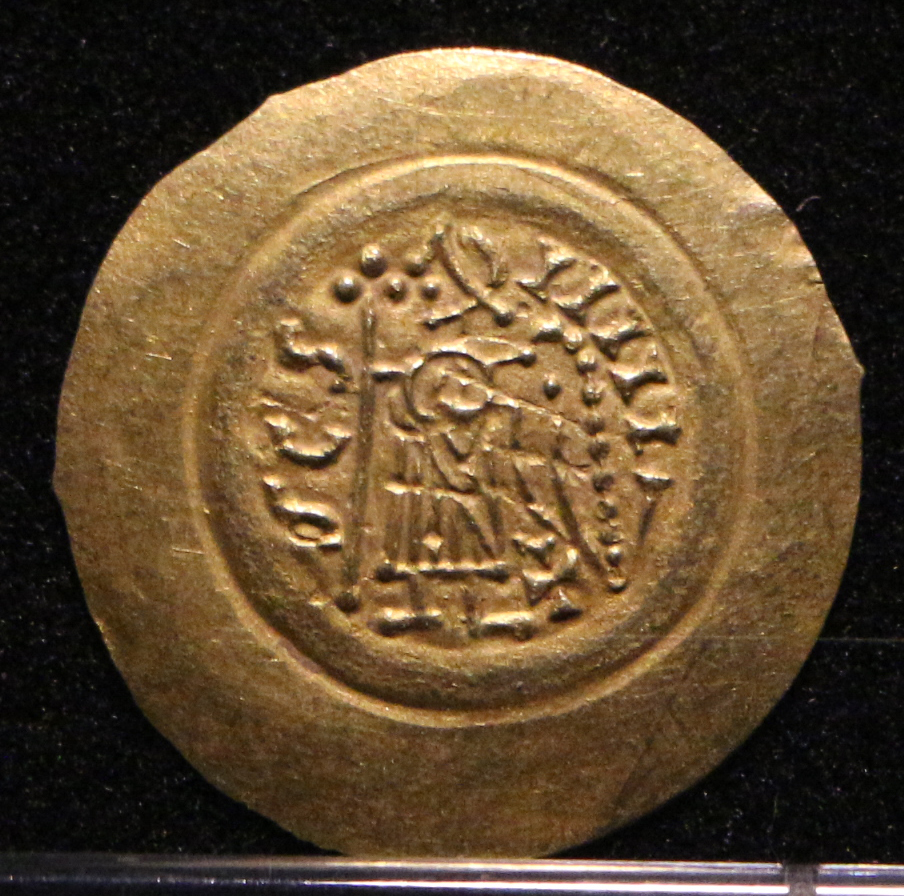
Tremissis aus der Prägestätte Ticinum/Pavia

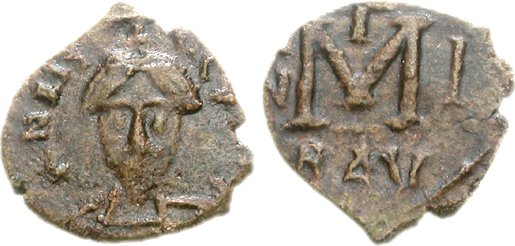
Follis aus Ravenna (s. o.)

Während vor Aistulf die langobardischen Münzen den römischen und oströmischen Vorbildern folgten, erhielten unter ihm die Münzen erstmals ein völlig eigenständiges Bild- und Textprogramm. Dabei ließ der König zwischen 751 und 755 Münzen in Ravenna entweder als Solidus, als Tremissis oder als Follis prägen. Von diesen Münzen sind weniger als zwanzig erhalten geblieben. Die beiden letzteren Münzen orientierten sich weiterhin am Vorbild Kaiser Konstantins V., während der Solidus das Monogramm des Königs trug. Diese Art der Eigenständigkeit gegenüber Byzanz wurde hiermit zum ersten Mal von einem Langobardenkönig demonstriert, zudem in Ravenna, das Ostrom 750/751 erst entrissen worden war. Die beiden erhaltenen Exemplare datieren allerdings weiterhin nach byzantinischer Manier, in diesen Fällen die 7. Indiktion, erkennbar am Buchstaben „Z“ (=7), die von August 753 bis September 754 reicht. 2017 wurde ein Tremissis bekanntgegeben (fünf sind bekannt, sie befinden sich in London, Pavia, Padua, Piacenza und Budapest), der gleichfalls ein verhältnismäßig realistisches „Porträt“ des Königs trägt. An Stelle der zu erwartenden Indiktion findet sich an dieser Stelle ein mit einem Kreuz gekröntes A.
Beim Follis, der ja den kleinen und alltäglichen Transaktionen diente und von dem immerhin 12 Münzen bekannt sind, war die Gestaltung von jeher anders. So wurde hier die Datierung mittels Indiktion durch ein „ANNO I“ ersetzt. Dabei ist unsicher, ob damit das erste Herrschaftsjahr gemeint ist (dann ist obiger Follis ins erste Herrschaftsjahr Aistulfs zu datieren), oder ob es sich um eine Art erstarrter Übernahme der kaiserlichen Gebräuche handelte. Auch hier tauchte neben den bekannten Exemplaren eine weitere Sorte auf, die zudem anders gestaltet ist. Mit der Notation „DN AISTVLF RX“ (Dominus Aistulfus Rex) sind zwei Exemplare erhalten, wobei es sich hierbei sogar um Falschmünzen handeln könnte, aber auch um Münzen einer anderen Prägestätte.

#### Vorgehen gegen Rom, Bündnis des Papstes mit dem Frankenkönig Pippin (754)
So bedrohte er Rom von zwei Seiten. Die alarmierten Päpste, die eigentlich Untertanen des byzantinischen Reiches waren, konnten jedoch aufgrund der angespannten außenpolitischen Situation und der isolierten Lage Roms von den Byzantinern keine Hilfe erwarten, zumal das Verhältnis zwischen Rom und Konstantinopel aufgrund des so genannten byzantinischen Bilderstreits (Ikonoklasmus) zerrüttet war.
Aistulf begann nun, sich in die kirchlichen Verhältnisse einzumischen. 751 wandte sich der Bischof von Arezzo, nachdem er einen alten Streit zwischen seinem Bistum und dem von Siena über die Grenzen ihrer Diözesen neu entfacht hatte, an Papst Zacharias. Dieser erkannte die Argumente des Ersteren an und belegte seinen Gegner mit dem Interdikt. Der Bischof von Siena wandte sich seinerseits an Aistulf. Doch der König wies die Berufung zurück und erklärte, er wolle den Bischof von Siena nicht dem Urteil des Papstes entziehen. Er gestattete dem Papst nicht nur, die Angelegenheit einem Richterkollegium anzuvertrauen, das sich aus drei Bischöfen der langobardischen Toskana zusammensetzte – den Bischöfen von Volterra, Città di Castello und Chiusi –, sondern er erlaubte auch dem Kollegium selbst, sein eigenes Urteil dem Papst zur Ratifizierung zu übermitteln. Zacharias, dessen Urteil darin bestätigt wurde, war allerdings inzwischen am 22. März 752 gestorben. Die Ratifizierung erfolgte daher erst durch seinen Nachfolger Stephan II. am 19. Mai 752. Er bestätigte damit nicht nur das bischöfliche Urteil, sondern zugleich ein früheres Urteil von König Liutprand vom 6. März 715.
Seinen Kampf gegen Byzanz unterbrach Aistulf keineswegs, und Rom als byzantinische Stadt bekämpfte er weiterhin, etwa durch Verwüstung der Umgebung oder durch Handelshindernisse. Zugleich musste er verhindern, dass der Papst Kontakt mit den Franken aufnahm.
Drängender waren allerdings innerlangobardische Unwägbarkeiten, etwa, dass die Bischöfe in der Toskana, die kirchenrechtlich dem Papst unterstanden, eventuell eben diesen Papst unterstützten. Militärisch konnte er zu dieser Zeit kaum gegen Rom losschlagen, denn innere Probleme beschäftigten ihn dringlicher. Einerseits war die Situation im Herzogtum Spoleto nach dem Ende des Herzogs Lupus im späten Frühjahr oder Sommer 751 ungeklärt, dann hatte die Durchsetzung seiner Autorität im Herzogtum Benevent Vorrang. Hier zog er das Herzogtum ein, dort nutzte er die Regentschaft einer Frau, Scauniperga, der Witwe des im Jahr 751 oder 752 verstorbenen Herzogs Gisulf II. von Benevent, zugunsten seines jüngeren Sohnes Liutprand aus.
Zugleich boten Binnenkonflikte seiner Gegner Möglichkeiten zur Intervention. Vermutlich wusste er sowohl von den Schwierigkeiten beim Übergang des Pontifikats von Papst Zacharias auf seinen Nachfolger Stephanus, als auch von denen der Franken beim Übergang von den Merowingern auf die Karolinger, bzw. Pippiniden. In der ersten Phase der Verhandlungen, zwischen Ende Mai und Ende Juni 752, erreichte der Papst, dass eine von ihm nach Pavia gesandte Mission unter der Leitung seines Bruders Paulus – er war Diakon – und des Primicerius der Notare der Kirche von Rom, Ambrosius, eine Vereinbarung erzielten, zu deren Einhaltung sich Aistulf unter Eid verpflichtete. Ihr Inhalt ist zwar unbekannt, doch musste sie in den Augen Roms so beschaffen sein, dass ein Angriff der Langobarden auf Rom zunächst verhindert wurde. Der Papst, immer noch auf Byzanz hoffend, schrieb wiederholt an Kaiser Konstantin V. und forderte ihn auf, persönlich ein Heer anzuführen, um „de iniquitatis filii morsibus“ nicht nur Rom, sondern ganz Italien zu befreien.
Im Oktober 752 befahl Aistulf den Bewohnern Roms in beleidigender und drohender Weise, ihm einen jährlichen Tribut in Höhe von je einem Goldsolidus zu zahlen und seine Herrschaft ebenso anzuerkennen wie die Bewohner der befestigten Zentren, der castra, des römischen Territoriums. Stephan II. entsandte zwei Äbte der angesehensten Benediktinerklöster des Langobardenreiches, San Vincenzo al Volturno und Montecassino, nach Pavia, um den König in seinem Namen um die Einhaltung des Abkommens zu ersuchen. Die Gesandten wurden in ihre Klöster zurückgeschickt, ohne wieder in Rom vorstellig zu werden. Der Kaiser griff ebenfalls diplomatisch ein, indem er ein Schreiben unbekannten Inhalts an den Papst aushändigen ließ, und in einem zweiten Schreiben Aistulf aufforderte, das von ihm okkupierte Reichsgebiet zurückzugeben. Zusammen mit dem Bruder des Papstes reiste der Byzantiner weiter nach Pavia an den langobardischen Hof. Einen Affront stellte es dar, dass Aistulf die Audienz ausgerechnet in Ravenna gewährte.
Aus Konstantinopel kam der Gegenzug einer Ernennung eines Exarchen von Italien, der den Platz des gefangenen Eutychius einnehmen sollte, doch der Kaiser wollte zumindest vorläufig den Weg für weitere Verhandlungen offen halten. Auch akzeptierte der Silentiarius, dass ein Gesandter des Langobardenkönigs ihn auf seiner Rückreise nach Rom begleiten sollte, zunächst, zusammen mit dem Diakon Paulus, dann weiter in die Hauptstadt des Reiches. Papst Stephan konterte seinerseits, indem er in einer eigenen Mission dem Kaiser die erneute Bitte überbringen ließ, an der Spitze eines Heeres Rom und Italien von den Langobarden zu befreien. Dabei verschärfte Aistulf im Laufe des Jahres 752 seine Drohungen, während Byzanz, im Osten mit arabischen Gegnern beschäftigt, keine Möglichkeit sah, in Italien einzugreifen.
Die Päpste wandten sich, parallel zu ihren Bemühungen um ein Eingreifen Konstantinopels, schon länger an die neuen Herrscher des Frankenreiches. Bereits im Jahr 739 hatte Papst Gregor III. den Hausmeier Karl Martell gebeten einzugreifen, worauf dieser jedoch nicht reagierte. Dessen Sohn Pippin der Jüngere hatte sich im Jahr 751 mit der Zustimmung Papst Zacharias’ von den fränkischen Großen zum König erheben lassen und zuvor den letzten machtlosen merowingischen König abgesetzt. Mit diesem Zusammenwirken bei der Königserhebung des ersten „karolingischen“ Königs wurde ein Bündnis zwischen diesem und dem Papsttum begründet, das kurze Zeit später gegen den Langobardenkönig Aistulf wirksam wurde.
Aistulf begann bereits darauf zu reagieren, denn Ende Juli oder Anfang August 753 griffen die Langobarden des Herzogtums Benevent, die die südliche Grenze des römischen Gebietes überschritten hatten, das Castellum von Ceccano an und besetzten es. Damit schlugen sie eine empfindliche Lücke in das römische Verteidigungssystem.
Darauf reagierte nun der Papst seinerseits, indem er in einer Prozession am Abend des 15. August (Mariä Himmelfahrt) den meineidigen König öffentlich bei Gott selbst anprangerte: Stephan ließ die Urkunde mit dem Text des kurz zuvor geschlossenen Vertrags an das Kreuz hängen, das ihm bei der Prozession vorausgetragen wurde. Doch selbst jetzt zögerte Aistulf, denn die Gesandtschaften aus Konstantinopel waren zurückgekehrt, der Kaiser schien zu Verhandlungen bereit zu sein.
Nun aber traf eine neue fränkische Gesandtschaft in Rom ein, an deren Spitze der Bischof von Metz, Chrodegang, und Herzog Autchar standen. Sie luden den Papst ein, ins Frankenreich zu kommen.
Am 14. Oktober 753 verließ Stephan die Stadt. Mit ihm reisten Bischöfe, hohe Prälaten der Kirche von Rom und Beamte der päpstlichen Zentralverwaltung, dann eine Vertretung der römischen Militäraristokratie, der kaiserliche Silentiarius sowie die beiden fränkischen Gesandten. Von Ende Oktober bis in die erste Novemberhälfte kam es in Pavia zwischen Aistulf und Stephan, dem kaiserlichen Silentiarius, Vertretern der römischen Militäraristokratie und fränkischen Gesandten zu letzten, jedoch fruchtlosen Gesprächen. Trotz Drohungen Aistulfs setzte die Gesandtschaft ihre Reise am 15. November 753 fort. Sie wollte den Großen Sankt-Bernhard überqueren, nur in Begleitung seines Gefolges aus Bischöfen, hohen Prälaten der Kirche von Rom und päpstlichen Beamten. Die Militärs hingegen, auch der byzantinische Gesandte, kehrten zurück. Zugleich bestand die Gefahr, dass das alte Bündnis zwischen Franken und Langobarden zerbrechen könnte. Aistulf versuchte nun, innerfränkische, dynastische Konflikte zu seinen Gunsten zu nutzen, indem er den Bruder Pippins, Karlmann, unterstützte.

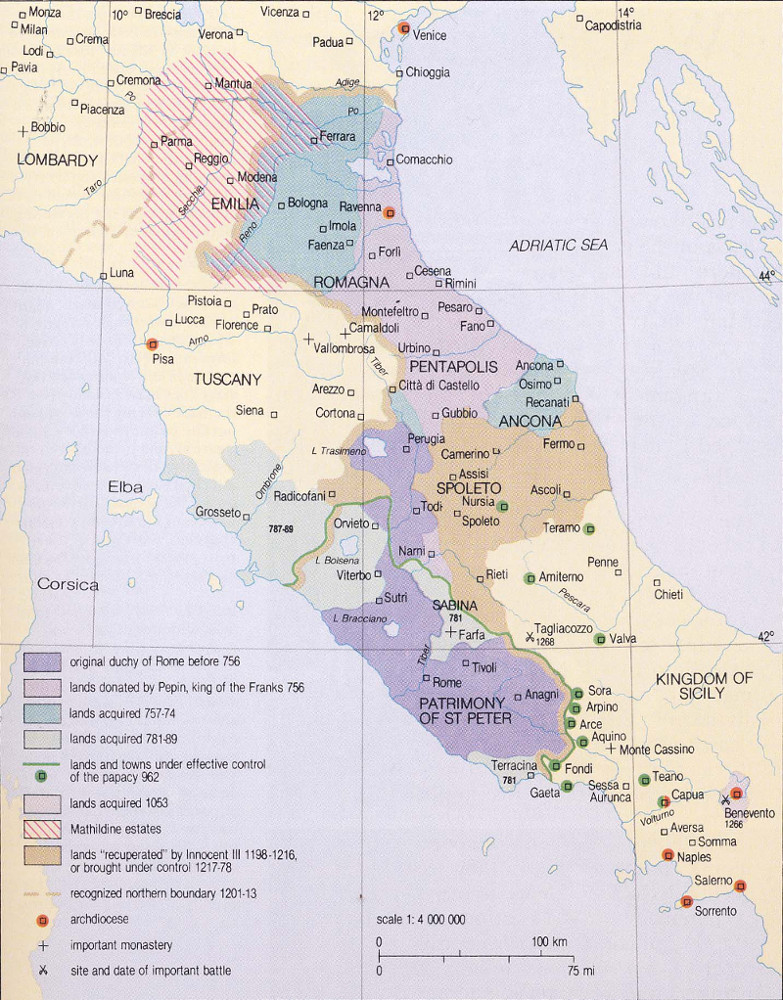
Die Entwicklung des Kirchenstaates, einschließlich der Pippinischen Schenkung

Der von Aistulf bedrängte Papst Stephan II. traf Pippin in der Pfalz von Ponthion; es war der erste Besuch eines Papstes nördlich der Alpen. Stephan bat dort die Franken, mit denen schon vorher Kontakt aufgenommen worden war, um Hilfe. Pippin ging mit ihm ein Freundschaftsbündnis ein, eine amicitia, und sagte ihm Unterstützung zu. Der Unwille, militärisch in Italien einzugreifen, den viele der Großen des Frankenreichs an den Tag gelegt hatten, und von dem Einhard, der Biograph Karls des Großen berichtet, spielte dabei nicht mehr die entscheidende Rolle. Bei einem weiteren Treffen zu Ostern 754 in der Königspfalz Quierzy kündigte Pippin sein Eingreifen in Italien an.
Weitreichende Folgen hatte seine Garantie, dem Papst umfangreiche, auch ehemalige byzantinische Territorien zu übereignen, die sogenannte Pippinische Schenkung. Diese bildete die Grundlage für den späteren Kirchenstaat. Stephan brachte als Gegenleistung die Salbung der beiden Söhne Pippins zu Königen der Franken ein, die in Saint-Denis erfolgte. Diese Sakralisierung des neuen Königtums sollte ebenfalls weitreichende Konsequenzen haben. Pippin und seine Söhne erhielten zudem vom Papst den römischen Ehrentitel Patricius.

#### Niederlage gegen Franken unter Pippin (755), Friedensvertrag
Aistulf bot bereits im Juni 754 das Heer auf, wie das Testament erweist, das Walprand, der Bischof von Lucca, Anfang Juli diktierte. Darin heißt es, man müsse sich auf Befehl des Königs dem Heer anschließen: „quia ex iussione domni nostri Aistulfi regis directus sum in exercitu ambulandum cum ipso“.
Pippin rief erst im Frühjahr 755 seinerseits zum Heeresaufgebot auf. Und noch während er sein Heer an der Alpengrenze im Dora-Riparia-Tal bei Chiusa di San Michele oberhalb von Avigliana in Stellung brachte, versuchte er erneut vergeblich, von Aistulf gegen eine hohe Zahlung von 12.000 Solidi die Übergabe der besetzten Gebiete an den Papst zu erwirken, darunter Ceccano und auch Narni, das schon seit den ersten Jahren der Herrschaft Liutprands dem Herzogtum Spoleto angegliedert war. Außerdem unternahm er einen Schlag gegen die innere Opposition gegen den Langobardenkrieg, indem er seinen Bruder Karlmann, der wenig später starb, in ein Kloster steckte.
Nun überquerte Pippin über den Col du Mont Cenis die Alpen. Aistulf hoffte wohl, seine Truppen durch einen Anfangserfolg ermutigen zu können, als er bei den Chiuse di S. Michele eine Vorhut angriff. In der Maurienne wurden die Langobarden jedoch von der zahlenmäßig unterlegenen fränkischen Vorhut besiegt. Die Langobarden – sie hinterließen viele Tote und Aistulf selbst konnte nur mit Mühe entkommen – zogen sich völlig ungeordnet ins befestigte Ticinum (Pavia) zurück. Pippin belagerte mit dem Hauptteil seines Heeres nun die Hauptstadt, während andere Einheiten die Po-Ebene terrorisierten.
Nach einer kurzen Belagerung wurde ein Friedensvertrag geschlossen, in dem sich Aistulf eidlich verpflichtete, die besetzten römischen Gebiete an den Papst zu übergeben, und die verbliebenen, etwa rund um die Lagune von Venedig, Istrien oder die päpstlichen Gebiete nicht anzugreifen. Hinzu kam eine erhebliche Kriegskontribution an die Großen Pippins, und er musste 40 Geiseln aus dem langobardischen Adel stellen. Der Eid des Aistulf wurde in den Friedensvertrag aufgenommen, um ihn zu bekräftigen, und er galt somit als integraler Bestandteil des Vertrages. Dieser wurde schriftlich in Form eines pactum generale zwischen ‚Römern‘, ‚Franken‘ und ‚Langobarden‘ geschlossen.
Allerdings blieb Pippins Heer nicht in Oberitalien bis zur Erfüllung der Vertragsbestimmungen. So fiel es Aistulf offenbar nicht besonders schwer, seinen Eid zu brechen, obwohl er damit das Leben der Geiseln in Gefahr brachte. Bereits im Juli 755 befand sich das fränkische Heer nicht mehr in Italien; Pippin datierte ein von ihm in Nordostfrankreich erlassenes Kapitular mit diesem Datum.
Bereits im August mobilisierte Aistulf erneut, denn in diesem Monat machte ein Langobarde namens Gaiprand aus dem Raum Lucca sein Testament. Darin vermerkt er: „in exercito ad Francia iteratus sum ambulandum“.

#### Vergebliche Belagerung Roms (755/756), zweite Niederlage und Anerkennung der fränkischen Oberherrschaft

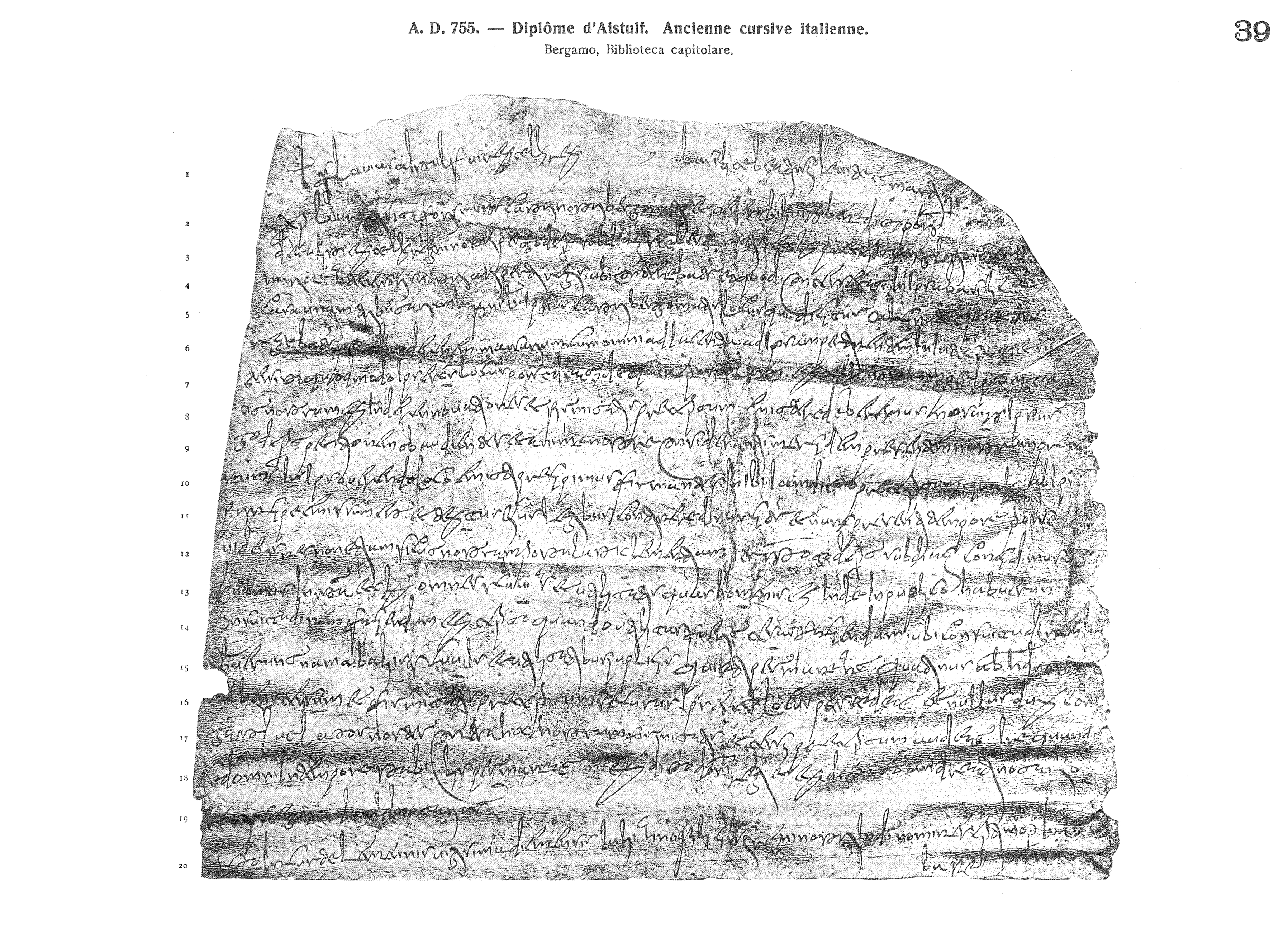
Zeitgenössische Abschrift einer Urkunde Aistulfs, ausgestellt im Jahr 755. Keine langobardische Urkunde kann gesichert als Original gelten.

Fulrad, der Abt von Saint Dénis und Kaplan Pippins, und der Halbbruder des Königs, Grifo, die den Papst begleitet hatten und die diese Gebiete übernehmen sollten, hatten nicht genügend Krieger bei sich. Dies veranlasste Aistulf dazu, die Lage in Italien zu seinem Vorteil zu nutzen, zumal Kaiser Konstantin V. für eine Neuauflage des Bilderstreits sorgte. Er hatte erreicht, dass das von Leo III. im Jahr 726 erlassene Verbot der Bilderverehrung auch auf dem Konzil durchgesetzt wurde, bei dem 338 Bischöfe der östlichen Provinzen sich ab dem 10. Februar 754 versammelten. Vor diesem Hintergrund erreichte Papst Stephan, dass Pippin sich entschloss, die ehemals byzantinischen Gebiete des Exarchats von Ravenna nicht an den Kaiser zurückzugeben, sondern sie dem Papst zu überlassen. Schon in Saint-Dénis hatte der Papst den Frankenkönig zum Patricius Romanorum erhoben, möglicherweise ohne die Zustimmung des Kaisers, der bis dahin als einziger dieses Recht hatte. Auch bei dem ersten Friedensschluss zwischen Pippin und Aistulf war er nicht um Zustimmung ersucht worden. Ein weiterer Machtfaktor auf der Halbinsel, den Aistulf zu seinen Gunsten nutzen konnte, war der Widerwille Ravennas, sich Rom zu unterstellen. Der Papst fürchtete sogar ein Komplott oder einen Anschlag gegen ihn, daher mied er die Stadt.
Im Winter 755 auf 756, spätestens am 1. Januar 756, begann Aistulf mit der Belagerung Roms, in der Annahme, dass Italien durch die verschneiten Alpen isoliert, jedenfalls für ein fränkisches Heer unerreichbar war. Schon bei der Eroberung Ravennas hatte Aistulf Verträge geschlossen, um diese Eroberung abzusichern, etwa mit Diodato Ipato, dem zu dieser Zeit noch in Metamaucum am Rand der Lagune von Venedig residierenden Dogen von Venedig. Dieser hielt still, nachdem die Flotte der Lagune noch nach der ersten Eroberung durch die Langobarden die Rückeroberung bewerkstelligt und die Stadt an Byzanz zurückgegeben hatte (um 739). Mit den Ravennaten stand Aistulf zugleich auf gutem Fuß. Nach der Besetzung Roms, so dürfte Aistulf kalkuliert haben, würde er dem Frankenheer entgegenziehen können.
Der Papst seinerseits schickte einen Brief, einen verzweifelten Hilferuf an den Frankenkönig – allerdings erst, als die Belagerung bereits 45 Tage andauerte. In dem Brief wirft er den Kriegern Aistulfs die schlimmsten Missetaten vor. Sie hätten das Land niedergebrannt und geplündert, ohne Kirchen und Klöster zu schonen, ja, die Landbevölkerung sei ohne Rücksicht auf ihr Geschlecht gefangen genommen oder geschlachtet worden, genauso wie Mönche und Nonnen. Dabei seien selbst Nonnen vergewaltigt und ermordet worden, zudem gotteslästerliche Handlungen wie das Essen der Hostien, nachdem sie sich mit Fleisch gesättigt hatten. Aistulfs Kalkül ging nicht auf, denn er musste die Belagerung Roms Ende März 756 ergebnislos abbrechen, woraufhin er Anfang April wieder in Ticinum war. Offenbar hatte Aistulf zahlreiche Reliquien an sich gebracht, die er von den Friedhöfen rund um Rom an sich brachte und nach Ticinum bringen ließ. Dieser Schrecken führte in Rom dazu, dass diese überaus wertvollen Überreste der Heiligen und Märtyrer in die Kirchen der Stadt verbracht wurden. Dies geschah spätestens seit Paul I., besonders aber seit Paschalis I.
Als die Alpenpässe passierbar wurden, brach Pippin Anfang Mai mit seinem Heer auf. Aistulf führte diesmal nicht persönlich das Heer, das wie im Vorjahr von den Franken aufgerieben wurde. Pippin rückte nach dem Sieg schnell unter die Mauern der langobardischen Hauptstadt vor.
Schließlich musste der Langobardenkönig die fränkische Oberhoheit anerkennen. Die Kleriker in den Reihen der Franken handelten den Frieden aus, der Ende Juni geschlossen wurde. Doch die Bedingungen waren diesmal härter. So wurde Comacchio zu den im ersten Frieden aufgeführten Städten hinzugefügt, die im wirtschaftlichen Leben Norditaliens von wesentlicher Bedeutung waren. Comacchio war ein Exportzentrum für Salz und Hafen für Frachtschiffe auf dem Flusssystem des Po auf der Wasserstraße von der Adria bis Pavia. Den Langobarden wurde in diesem zweiten Frieden nicht nur ein jährlicher Tribut von 5.000 solidi auferlegt, sondern es musste auch ein Drittel des königlichen Schatzes abgegeben werden. Aistulf schwor, nicht mehr „rebellis et contumax“ zu sein, sondern „fidelis“. Es blieb dabei, dass die besetzten römischen und byzantinischen Gebiete dem Papst übergeben werden sollten (Pippinische Schenkung). Der König hatte für den Küstenstreifen der Emilia und die Pentapolis von Comacchio und Ravenna bis Senigallia und für den angrenzenden Streifen von Forlì und Forlimpopoli bis Gubbio in einer förmlichen Schenkungsurkunde an Stephan II. und seine Nachfolger überantwortet. Abt Fulrad sollte diesmal die Übergabe militärisch absichern. Neben diesen Gebieten verlor Aistulf auch noch Narni. Bereits Ende Juli 756 war Pippin wieder im Frankenreich. Noch vor Pavia hatte er es gegenüber einer byzantinischen Gesandtschaft abgelehnt, die einst kaiserlichen Gebiete zurückzugeben.

#### Bündnis mit Ravenna, Tod
Letzteres eröffnete Aistulf die Möglichkeit, ein Bündnis mit Byzanz anzustreben. Zugleich suchte Aistulf das Bündnis mit Ravenna, wie im Liber pontificalis ecclesiae Ravennatis deutlich wird. Die päpstliche Partei versuchte wiederum, die Anführer unter den Laien auszuschalten. Unter dem Vorwand, sich zu versöhnen, lockte man mehrere der in die gegen den Papst geschmiedeten Komplotte verwickelten Personen nach Rom. Dort wurden sie festgesetzt. Dann wurde Erzbischof Sergius von Ravenna in Rom eingekerkert, denn er hatte auf die Hilfe Aistulfs vertraut, hatte heimlich mit dem König verhandelt und dieser hatte dem Ravennaten seine Unterstützung zugesagt.
Doch nun konnte oder wollte Aistulf dieses Versprechen nicht mehr einhalten, denn er erlag drei Tage nach einem Jagdunfall, bei dem er gegen einen Baum geprallt war, im Dezember 756 seinen Verletzungen. Aistulfs Verschwörungspläne waren längst auch im Frankenreich bekannt geworden. In Rom glaubte man an eine göttliche Fügung und einen ewigen Aufenthalt des Langobarden in der Hölle: „tirannus ille, sequax diaboli, Haistulfus, devorator sanguinum christianorum, ecelesiarum Dei destructor, divino ictu percussus est et in inferni voraginein demersus.“
Aistulfs Bruder Ratchis versuchte nun erneut, die Königsherrschaft zu erlangen, doch unterlag er am Ende gegen Desiderius.